# Nagornoje (rejon wołogodzki)
Nagornoje (ros. Нагорное) – wieś w Rosji, w rejonie wołogodzkim obwodu wołogodzkiego. W 2010 r. liczyła 9 mieszkańców.